# 辛徳源
辛 徳源（しん とくげん、生没年不詳）は、北斉から隋にかけての学者。字は孝基。本貫は隴西郡狄道県。

## 経歴
辛子馥の子として生まれた。若くして学問を好み、文章を得意とした。北斉の尚書僕射の楊愔や殿中尚書の辛術らに見出されて、文宣帝に推挙された。奉朝請を初任とし、後に員外散騎侍郎を兼ねて、南朝梁に対する副使をつとめた。馮翊王記室・華山王記室を歴任した。中書侍郎の劉逖の推薦を受けて、員外散騎侍郎となり、比部郎中に累進し、通直散騎常侍を兼ねた。南朝陳に対する使者をつとめ、帰還すると、文林館で詔を待ち、尚書考功郎中に任ぜられ、中書舎人に転じた。北斉が滅ぶと、北周に仕えて宣納上士となった。相州を訪れて、尉遅迥の乱に巻き込まれ、その下で中郎となった。
隋が建国されると、長い間召されることがなく、林慮山に隠れて、志を得なかった。「幽居賦」を著したが、取り上げられなかった。徳源は武陽郡太守の盧思道と親しく、互いに往来していた。魏州刺史の崔彦武がこの交際をとがめて上奏したため、徳源は南寧に流されて従軍させられた。1年あまりして帰還した。秘書監牛弘の推挙を受けて、王劭とともに修国史をつとめた。官務の暇を縫って『春秋三伝集注』30巻、『揚子法言注』23巻を撰した。蜀王楊秀に召されて、数年その下にあり、掾となった。後に諮議参軍に転じ、在官のまま死去した。『辛徳源集』20巻があり、また『政訓』・『内訓』各20巻があった。
子に辛素臣・辛正臣があり、ともに学問で知られた。

## 伝記資料
- 『隋書』巻58 列伝第23
- 『北史』巻50 列伝第38